# Minorita kolostor (Prága)
A Szent Jakab-bazilika mellett áll a vele együtt alapított egykori minorita kolostor (klášter minoritů u sv. Jakuba) maradványa Prága óvárosában (Malá Štupartská ulice 635/6.).

## Története

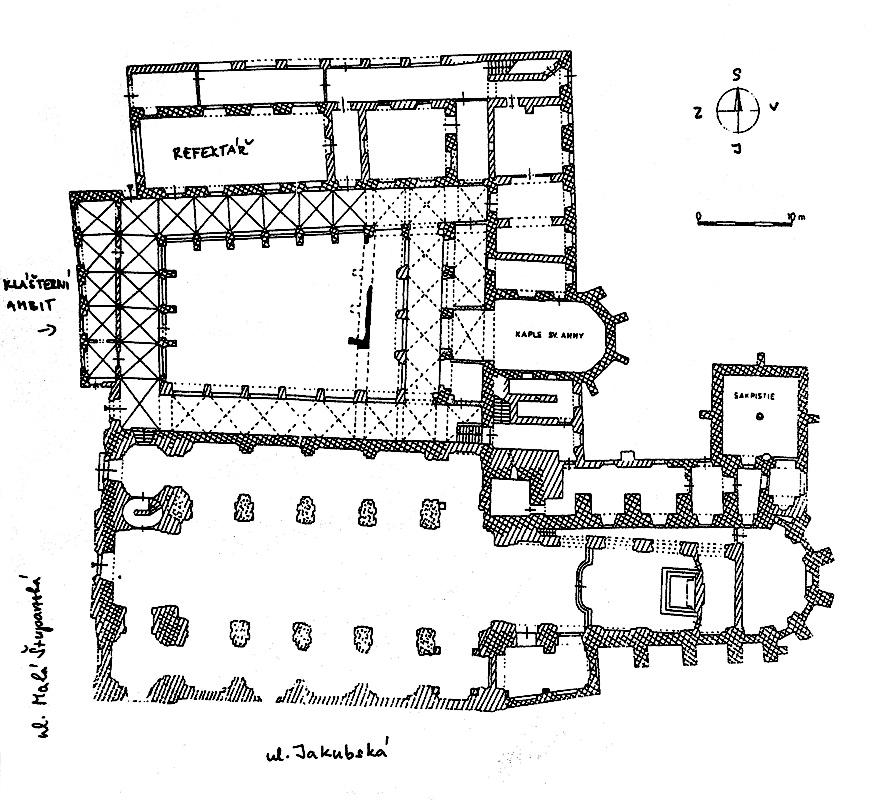
A bazilika és a kolostor közös alaprajza

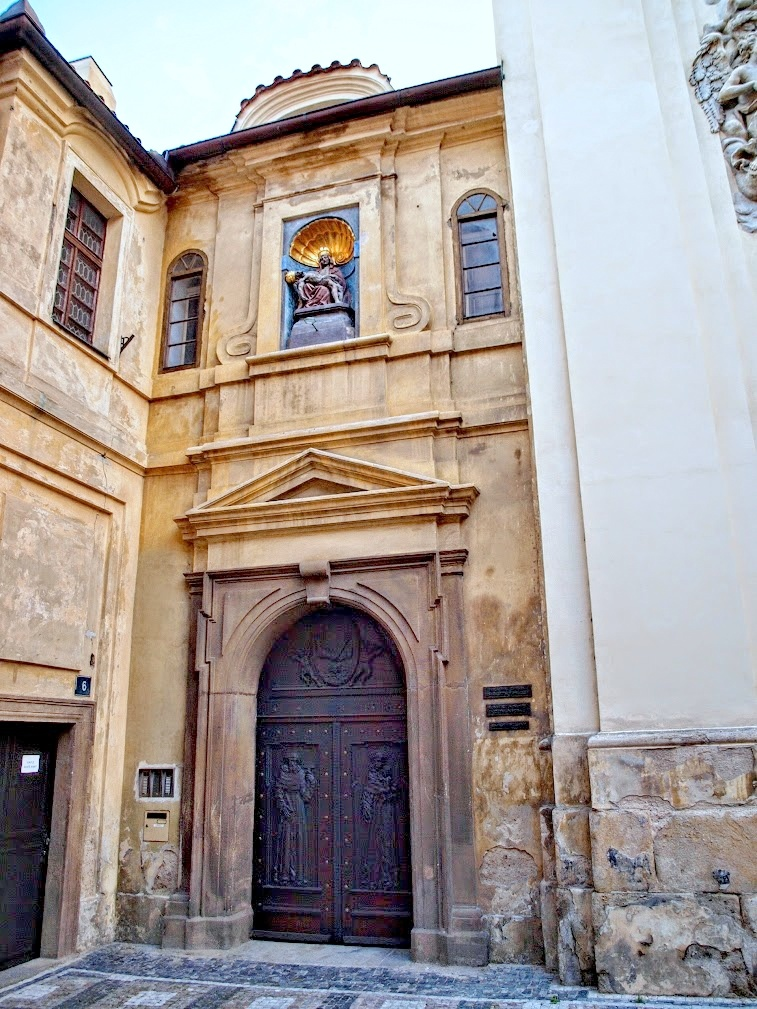
A kolostor modern kapuja

A templomot és a hozzá tartozó minorita kolostort II. Vencel cseh király alapította 1232-ben (Szombathy). Eredetijét gótikus stílusban építették I. Ottokár cseh király ereklyéinek megszerzése után. 1244-ben szentelték fel, majd több szakaszban továbbépítették. 1316-ban leégett, ezután jelentős átalakítással építettél újjá.
A 13. és a 14, században a cseh uralkodók egyik kedvelt helye volt — olyannyira, hogy Luxemburgi János cseh király itt vette feleségül Přemysl Erzsébetet.
Egyike volt annak a néhány kolostornak, amelyeket a husziták megkíméltek, bevételei elapadtán azonban anyagi helyzete módfelett leromlott — olyannyira, hogy miután a husziták leverése után a szerzetesek újra birtokukba vették a kolostort, egyes épületeket kénytelenek voltak el-, illetve bérbeadni. További építkezésekre és reneszánsz átalakításokra csak a 16. század végére lett fedezetük.
Az 1689-es nagy tűzvész kisebb károkat okozott benne, mint a mellette álló Szent Jakab-templomban, de a kerengő fele így is összedőlt.

## Az épület
A hosszas világi használat és az átépítések miatt a megmaradt épületek nagy részének külseje jellegtelen.

### Belső terek
Némely helyiségekben megmaradt a gótikus, keresztbordás boltozat, amit helyenként központi pillér támaszt meg. A legtöbb termet különböző korszakaiból származó barokk boltozatok fedik.

### Paradicsom-udvar
Leginkább figyelemre méltó része a Paradicsom-udvarnak (Szombathy) nevezett belső udvar. A kerengő mintegy fele az eredeti, gótikus arculatot őrzi, az 1689-es tűzvészben összedőlt részeket ettől markánsan eltérő barokk építménnyel pótolták.

## Fordítás
- Ez a szócikk részben vagy egészben  a   Klášter minoritů (Staré Město) című cseh Wikipédia-szócikk ezen változatának fordításán alapul.  Az eredeti cikk szerkesztőit annak laptörténete sorolja fel. Ez a jelzés csupán a megfogalmazás eredetét és a szerzői jogokat jelzi, nem szolgál a cikkben szereplő információk forrásmegjelöléseként.